# Gomphrena trollii
Gomphrena trollii är en amarantväxtart som beskrevs av Karl Suessenguth. Gomphrena trollii ingår i släktet klotamaranter, och familjen amarantväxter. Inga underarter finns listade i Catalogue of Life.